# فيضانات كينشاسا 2022
فيضانات كينشاسا 2022 في الفترة من 12 إلى 13 ديسمبر 2022، غمرت الأمطار الغزيرة الطرق والبنية التحتية والعديد من الأحياء تحت الماء أو دمرت في كينشاسا عاصمة جمهورية الكونغو الديمقراطية.

## التأثير
غمرت المياه العديد من الطرق في وسط مدينة كينشاسا مع استمرار هطول الأمطار الغزيرة لساعات وانهيار العديد من المنازل. قُتل ما لا يقل عن 169 شخصًا بسبب الفيضانات. نتجت العديد من الوفيات عن الانهيارات الأرضية الناجمة عن الأمطار الغزيرة. انهار ما لا يقل عن 280 منزلًا وتضرر أكثر من 38.000 منزل آخر بالفيضانات. تضرر اثنا عشر مليون شخص يشكلون معظم سكان المدينة من جراء الفيضانات.

## ما بعد الفيضانات
أعلنت حكومة جمهورية الكونغو الديمقراطية فترة حداد وطني لمدة ثلاثة أيام.